# Bottiglia di Niskin

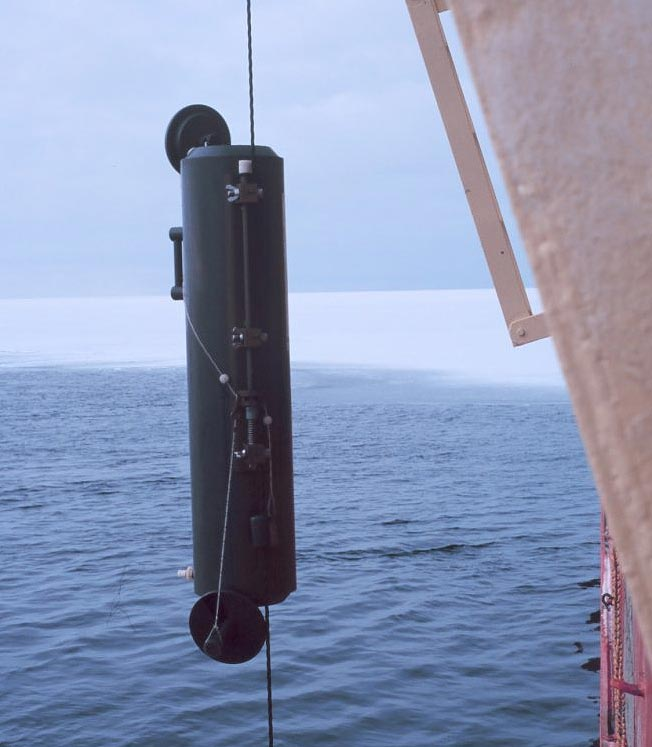
Bottiglia di Niskin

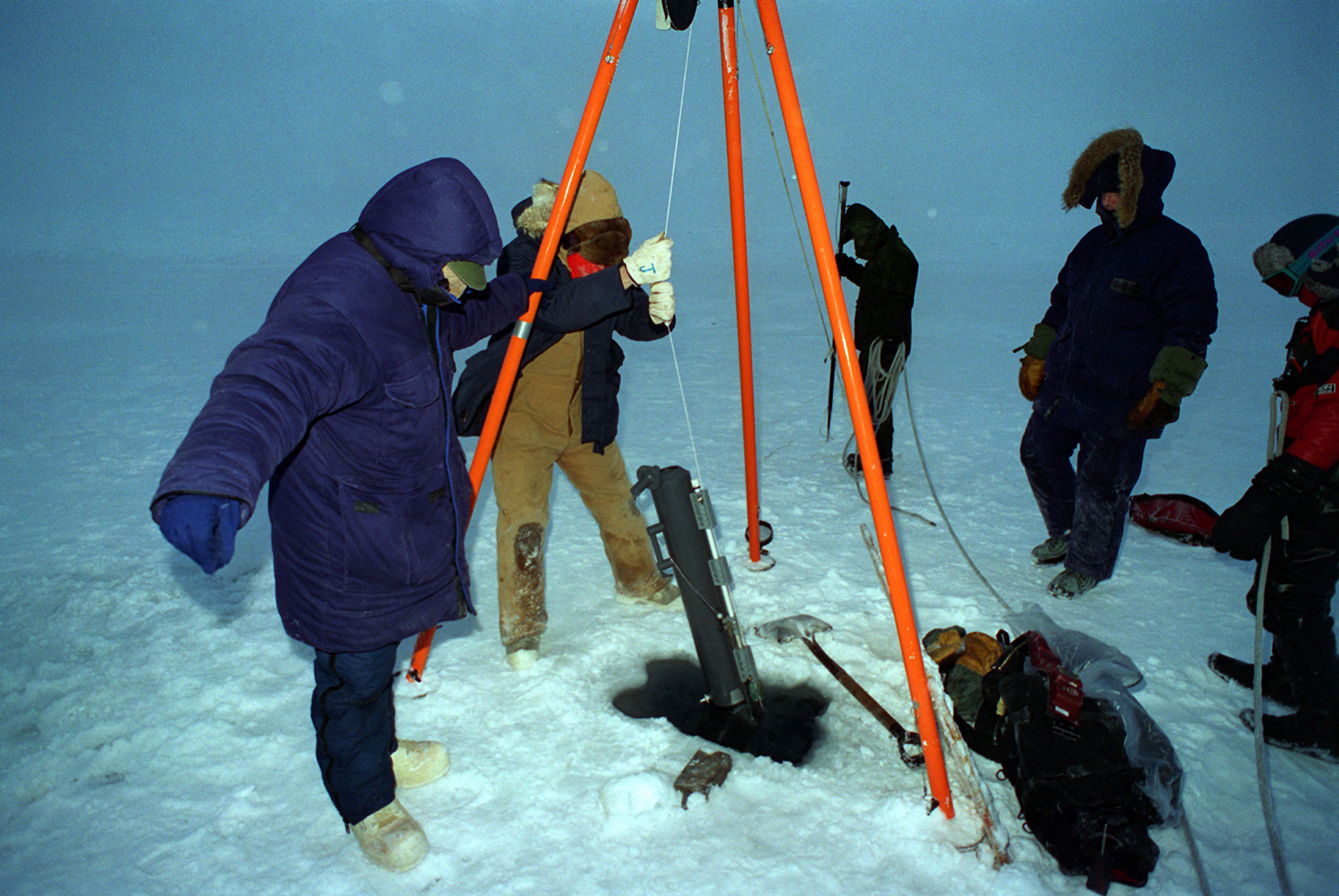
Ricercatori che usano una bottiglia di Niskin

La bottiglia di Niskin o bottiglia Niskin è un contenitore in materiale plastico con chiusura a distanza usato nel campionamento di acqua subsuperficiale o in profondità.
È uno sviluppo della bottiglia di Nansen brevettato da Shale Niskin nel marzo del 1966.
La bottiglia è un tubo aperto alle due estremità con dei tappi azionati a distanza in modo meccanico tramite l'invio di un messaggero ossia un contrappeso, tipicamente di teflon o piombo, che urtando contro la bottiglia aziona un meccanismo che chiude i tappi. Il messaggero scorre lungo un cavo ed è lanciato dalla barca arrivando in fondo per gravità.
In questo modo l'acqua viene campionata alla profondità desiderata.
La bottiglia viene fatta scendere aperta in modo che il contatto con l'acqua la pulisca e l'avvini continuamente.
Versioni più moderne della bottiglia di Niskin hanno la chiusura elettronica. Le bottiglie possono essere singole o montate su campionatori rosette.